# Candlelight Records
Candlelight Records es una compañía discográfica independiente formada en Europa por Lee Barrett, bajista de la banda Extreme Noise Terror. Esta compañía ha sido dividida en dos partes, una para los Estados Unidos desde el año 2001 y la otra para Europa. También ha mantenido bandas del género extremo, la mayoría del género black y death metal contando con bandas como Emperor, Obituary, 1349, Theatre of Tragedy y Zyklon. La discográfica se hizo famosa cuando lanzó sus primeros discos de las primeras bandas.

## Artistas

### Candlelight UK
Algunas bandas no firmaron en un principio algún contrato con Candlelight o actualmente lo mantienen con otra discográfica.
- 1349
- Abigail Williams
- Anaal Nathrakh
- Age of Silence
- Averse Sefira
- Blut Aus Nord
- Carnal Forge
- Crionics
- Crowbar
- Dam
- Daylight Dies
- Diablo Swing Orchestra
- Emperor
- Epoch of Unlight
- Forest Stream
- Furze
- Grimfist
- Ihsahn
- Illdisposed
- In Battle
- Insomnium
- IXXI
- Kaamos
- Lost Eden
- Manes
- Mithras
- Myrkskog
- Nebelhexe
- Novembers Doom
- Nuclear
- Octavia Sperati
- October File
- Omnium Gatherum
- Onslaught
- Paganize
- Pantheon I
- Sear Bliss
- Source of Tide
- The Seventh Cross
- Sigh
- Starkweather
- Stonegard
- Subterranean Masquerade
- Thine Eyes Bleed
- Throne of Katarsis
- To-Mera
- Wolverine
- Xerath
- Zyklon

### Candlelight USA
- Absu
- Aeternus
- Amoral
- Audrey Horne
- Bal-Sagoth
- Battered
- Bronx Casket Co.
- Capricorns
- Candlemass
- Centinex
- Dark Funeral
- Dead Man in Reno
- Destruction
- The Deviant
- Dismember
- Electric Wizard
- Elvenking
- Enslaved
- Entombed
- Fear Factory
- Firebird
- Gorgoroth
- Grand Magus
- Havok
- Hevein
- Insense
- Jorn
- Jotunspor
- Keep of Kalessin
- Khold
- Kotipelto
- Lord Belial
- Manngard
- Marduk
- Martriden
- Masterplan
- The Mighty Nimbus
- Mindgrinder
- Monolithe
- Morbid Angel
- Necrophobic
- Nightmare
- Of Graves and Gods
- Obituary
- Odious Mortem
- Opeth
- Overmars
- P.H.O.B.O.S.
- Pro-Pain
- The Project Hate MCMXCIX
- Ram-Zet
- Rob Rock
- Sahg
- Satariel
- SCUM
- Setherial
- Seven Witches
- Shakra
- She Said Destroy,
- sHEAVY,
- Sinister
- Slumber
- Space Odyssey
- Spektr
- Susperia
- Taint
- Tenebre
- Theatre of Tragedy
- Thyrane
- Thyrfing
- Time Requiem
- Torchbearer
- Trendkill
- U.D.O.
- Vader
- Vreid
- The Wake
- Whitechapel
- Windir
- Witchcraft